# Primera División 1954 (Uruguay)
Het seizoen 1954 van de Primera División was het vijftigste seizoen van de hoogste Uruguayaanse voetbalcompetitie. Het seizoen liep van september 1954 tot januari 1955.

## Teams
Er namen tien ploegen deel aan de Primera División tijdens het seizoen 1954. Negen ploegen wisten zich vorig seizoen te handhaven en één ploeg promoveerde vanuit de Primera B: CS Miramar kwam in de plaats van het gedegradeerde Central FC.
| Club                      | Stad       | Stadion                              | Vorig seizoen |
| ------------------------- | ---------- | ------------------------------------ | ------------- |
| CA Cerro                  | Montevideo | Parque Demetrio Arana                | 9e            |
| Danubio FC                | Montevideo | Parque Forno                         | 6e            |
| CA Defensor               | Montevideo | Parque Rodó                          | 5e            |
| Liverpool FC              | Montevideo | Estadio Belvedere                    | 7e            |
| CS Miramar                | Montevideo | Blengio Salvio                       | 1e (1ª B)     |
| Montevideo Wanderers FC   | Montevideo | Estadio Parque Alfredo Víctor Viera  | 8e            |
| Club Nacional de Football | Montevideo | Estadio Centenario                   | 2e            |
| CA Peñarol                | Montevideo | Estadio Centenario                   | 1e            |
| Rampla Juniors FC         | Montevideo | Parque Nelson                        | 3e            |
| CA River Plate            | Montevideo | Estadio Parque Federico Omar Saroldi | 4e            |

## Torneo Campeones Sudamericanos Juveniles
In tegenstelling tot voorgaande jaren werd het Torneo Competencia (voor het eerst sinds 1940) niet gespeeld. Omdat de resultaten van dat toernooi meetelden voor het Torneo de Honor werd ook die prijs niet uitgereikt. In plaats daarvan speelden de ploegen in de Primera División voorafgaand aan het seizoen om het Torneo Campeones Sudamericanos Juveniles. Dit toernooi werd genoemd naar het Zuid-Amerikaans kampioenschap voetbal onder 19 waarvan Uruguay in april 1954 de eerste editie had gewonnen. Opmerkelijk was dat ook de Spaanse ploeg RC Deportivo de La Coruña meespeelde in het toernooi.
Het Torneo Campeones Sudamericanos Juveniles begon op 1 mei, maar spelers van de nationale ploeg speelden niet mee vanwege de voorbereiding op het wereldkampioenschap. De ploegen werden in twee groepen verdeeld. Groep A bestond uit CA Cerro, Liverpool FC, CA Peñarol, CA River Plate en Montevideo Wanderers FC. In Groep B zaten Danubio FC, CA Defensor, CS Miramar, Club Nacional de Football en Rampla Juniors FC. De top-twee uit elke groep zou zich kwalificeren voor de Serie Internacional, met daarbij ook Deportivo de La Coruña. De overige zes ploegen gingen verder in de Repechaje (herkansingen).
Peñarol, River Plate (Groep A), Nacional en Rampla Juniors (Groep B) kwalificeerden zich voor de Serie Internacional. Deze ploegen waren vorig seizoen ook in de top-vier van de competitie geëindigd. Deportivo de La Coruña had weinig succes tegen deze Uruguayaanse ploegen: de Galiciërs speelden tweemaal gelijk (tegen Peñarol en Rampla Juniors) en verloren de andere twee wedstrijden. Deze groepsfase werd op 18 juli afgesloten met een 3–2 zege van Peñarol op Nacional. Mede hierdoor eindigden Peñarol en River Plate in de top-twee van de Serie Internacional. Zij kwalificeerden zich voor de finalegroep samen met Cerro, de winnaar van de Repechaje.
In die finalegroep kroonde Peñarol zich tot toernooiwinnaar door zowel River Plate (6–1) als Cerro (5–1) met duidelijke cijfers te verslaan. In tegenstelling tot het Torneo Competencia of het Torneo de Honor was het eenmalige Torneo Campeones Sudamericanos Juveniles echter geen Copa de la Liga; de prijs had dus minder aanzien dan die andere competities.

## Competitie-opzet
Alle clubs speelden tweemaal tegen elkaar. De ploeg met de meeste punten werd kampioen. De ploeg die laatste werd degradeerde naar de Primera B.

### Kwalificatie voor internationale toernooien
Er was dit seizoen geen internationale competitie waar Uruguayaanse ploegen zich voor konden kwalificeren. Wel hadden Club Nacional de Football en CA Peñarol een eigen internationaal toernooi georganiseerd: de Copa Montevideo. Voor dit toernooi waren ook zes buitenlandse topploegen uitgenodigd. De tweede editie van de Copa Montevideo had in januari en februari 1954 plaatsgevonden: Peñarol won het toernooi door alles zeven wedstrijden te winnen.

### Eerste seizoenshelft
Titelverdediger CA Peñarol begon de competitie met twee overwinningen, net als Liverpool FC (Uruguay) en Club Nacional de Football. De wedstrijd tussen Liverpool en Nacional in de derde speelronde eindigde in een gelijkspel. Peñarol bleef alleen aan de leiding door tot en met de zevende speelronde alles te winnen. De Súperclasico tegen Nacional werd gelijkgespeeld, maar met een overwinning tegen Cerro in de negende speelronde beëindigde Peñarol de eerste seizoenshelft ongeslagen. Dat kon niet gezegd worden van Nacional: zij verloren van Rampla Juniors FC, CA Defensor en promovendus CS Miramar en stonden halverwege de competitie op de vijfde plek met zeven punten achterstand op Peñarol. Drie ploegen deelden de tweede plaats: Danubio FC, Liverpool en Rampla Juniors. Zij hadden allemaal een punt meer dan Nacional. De laatste plaats werd gedeeld door Miramar (dat zes keer had verloren) en Montevideo Wanderers FC (dat nog geen enkele overwinning had behaald).

### Tweede seizoenshelft
De eerste zege van Wanderers kwam direct aan het begin van de terugronde: ze versloegen Nacional met 3–1. Danubio werd door een zege op Rampla Juniors de naaste belager van Peñarol, maar omdat die van Defensor wonnen bleef de marge zes punten. Twee wedstrijden later leed Peñarol voor de tweede keer in het seizoen puntverlies (een doelpuntloos gelijkspel tegen CA River Plate), maar omdat ze de wedstrijd daarna met 1–0 van concurrent Danubio wonnen werd het verschil tussen beide ploegen juist weer groter: met een voorsprong van zeven punten had Peñarol nog vier punten nodig om hun titel te prolongeren. Montevideo Wanderers won in die speelronde ook van degradatieconcurrent Miramar. Het verschil tussen beide ploegen groeide daardoor tot vier punten.
Tijdens de veertiende speelronde versloegen de Aurinegros Liverpool met 4–2 en de daaropvolgende wedstrijd hadden ze genoeg aan een gelijkspel tegen Rampla Juniors om kampioen te worden, omdat Danubio en Nacional ook de punten deelden. Het was - inclusief de kampioenschappen behaald als C.U.R.C.C. - de twintigste landstitel in de clubgeschiedenis voor Peñarol. In de laatste drie wedstrijden stond wel nog het vicekampioenschap en de strijd tegen degradatie op het spel.
In de zestiende wedstrijd van het seizoen behaalde Miramar na vijf verloren wedstrijden weer een punt, door met 4–4 gelijk te spelen tegen River Plate. Omdat Montevideo Wanderers echter Peñarol ook op een gelijkspel hield bleef het verschil tussen beide ploegen (vier punten) gelijk. De daaropvolgende wedstrijd was het lot van Miramar beslecht: omdat ze niet van Liverpool konden winnen was degradatie een feit en keerden de Cebras na een seizoen alweer terug naar het tweede niveau.
Peñarol eindigde het seizoen ongeslagen door zeges te behalen tegen Nacional en Cerro. Het was (na 1949) de tweede keer dat ze als Peñarol ongeslagen kampioen werden (als C.U.R.C.C. werden ze viermaal ongeslagen kampioen, in een kleinere competitie). Mede hierdoor slaagde Danubio er ook in om hun tweede plaats te behouden. Het was voor het eerst sinds 1940 dat een andere ploeg dan Peñarol of Nacional als tweede eindigde.

### Eindstand
|     | Club                      | Sp. | W  | G | V  | Pnt. | DV | DT | DS  |
| --- | ------------------------- | --- | -- | - | -- | ---- | -- | -- | --- |
| 01. | CA Peñarol                | 18  | 14 | 4 | 0  | 32   | 49 | 11 | +38 |
| 2.  | Danubio FC                | 18  | 10 | 4 | 4  | 24   | 31 | 21 | +10 |
| 3.  | Club Nacional de Football | 18  | 9  | 4 | 5  | 22   | 34 | 17 | +17 |
| 4.  | Rampla Juniors FC         | 18  | 7  | 5 | 6  | 19   | 24 | 25 | –1  |
| 5.  | CA Cerro                  | 18  | 6  | 5 | 7  | 17   | 21 | 26 | –5  |
| 6.  | Liverpool FC              | 18  | 5  | 7 | 6  | 17   | 25 | 34 | –9  |
| 7.  | CA Defensor               | 18  | 5  | 6 | 7  | 16   | 23 | 29 | –6  |
| 8.  | CA River Plate            | 18  | 4  | 8 | 6  | 16   | 19 | 28 | –9  |
| 9.  | Montevideo Wanderers FC   | 18  | 2  | 6 | 10 | 10   | 17 | 29 | –12 |
| 10. | CS Miramar                | 18  | 1  | 5 | 12 | 7    | 19 | 42 | –23 |

### Legenda
| Kleur | Kwalificatie voor              |
| ----- | ------------------------------ |
|       | Degradatie naar Primera B 1955 |

| Winnaar Primera División 1954 |
| ----------------------------- |
| CA Peñarol 20e titel          |

#### Topscorers
Juan Romay van landskampioen CA Peñarol kroonde zich met twaalf treffers tot topscorer van de competitie.
| №  | Speler     | Club       | Goals |
| -- | ---------- | ---------- | ----- |
| 1. | Juan Romay | CA Peñarol | 12    |

1900 · 1901 · 1902 · 1903 · 1904 · 1905 · 1906 · 1907 · 1908 · 1909 · 1910 · 1911 · 1912 · 1913 · 1914 · 1915 · 1916 · 1917 · 1918 · 1919 · 1920 · 1921 · 1922 · 1923 · 1924 · 1925 · 1926 · 1927 · 1928 · 1929 · 1930 · 1931 · 1932 · 1933 · 1934 · 1935 · 1936 · 1937 · 1938 · 1939 · 1940 · 1941 · 1942 · 1943 · 1944 · 1945 · 1946 · 1947 · 1948 · 1949 · 1950 · 1951 · 1952 · 1953 · 1954 · 1955 · 1956 · 1957 · 1958 · 1959 · 1960 · 1961 · 1962 · 1963 · 1964 · 1965 · 1966 · 1967 · 1968 · 1969 · 1970 · 1971 · 1972 · 1973 · 1974 · 1975 · 1976 · 1977 · 1978 · 1979 · 1980 · 1981 · 1982 · 1983 · 1984 · 1985 · 1986 · 1987 · 1988 · 1989 · 1990 · 1991 · 1992 · 1993 · 1994 · 1995 · 1996 · 1997 · 1998 · 1999 · 2000 · 2001 · 2002 · 2003 ·  2004 · 2005 · 2005/06 · 2006/07 · 2007/08 · 2008/09 · 2009/10 · 2010/11 ·  2011/12 · 2012/13 · 2013/14 · 2014/15 · 2015/16 · 2016 · 2017 · 2018 · 2019 · 2020 · 2021 · 2022 · 2023